# Junoflo
Junoflo (주노플로?, JunopeulroLR, Chunop'ŭlroMR), pseudonimo di Samuel Juno Park (25 settembre 1992), è un rapper sudcoreano.

## Biografia
Samuel Juno Park è cresciuto a Los Angeles, in California. Ha frequentato il college Università della California, San Diego. Ha lavorato come fotografo in concerti hip-hop a San Diego.
Dal 2016 all'aprile 2019 ha firmato con l'etichetta discografica Feel Ghood Music, fondata dal rapper sudcoreano Tiger JK.

## Discografia

### Album in studio
- 2015 – Progression
- 2019 – Statues

### EP
- 2018 – Only Human

### Singoli
- 2015 – Get Real
- 2016 – Flo
- 2016 – Fables
- 2016 – Deja Vu
- 2016 – Static
- 2017 – Eyes On Me (feat. G.Soul, Dok2)
- 2017 – Twisted (feat. Kim Hyo-eun, Changmo)
- 2018 – Grapevine (feat. Jay Park)
- 2018 – La Familia
- 2018 – Autopilot (feat. BoA)
- 2019 – Statues
- 2019 – Statues Remix (feat. Bizzy, Double K, Dok2, Tiger JK, Yoon Mi-rae)
- 2019 – Made Men
- 2019 – Acid Freestyle
- 2019 – Wide Awake

### Collaborazioni
- 2017 – Life Is A Gamble (Jay Park feat. Dok2, Junoflo, Ja Mezz, Ness, Woody Go Child)
- 2018 – You & Me (Yoon Mi-rae feat. Junoflo)

## Filmografia

### Televisione
- Show Me The Money (쇼미더머니?) - programma TV (2016-2017)
- Nae aidineun gangnammi-in (내 아이디는 강남미인?) - serial TV (2018)